# (11225) Borden
(11225) Borden (1999 JD36) – planetoida z grupy pasa głównego asteroid okrążająca Słońce w ciągu 3,64 lat w średniej odległości 2,37 j.a. Odkryta 10 maja 1999 roku. Timothy Calvin Borden (ur. 1985) był uzdolnionym uczniem.